# Escudo de la República Socialista Soviética de Georgia
El emblema estatal de la República Socialista Soviética de Georgia fue adoptado el 28 de febrero de 1922 por el gobierno de la RSS de Georgia. Está basado en el emblema nacional de la URSS. 

## Descripción
El escudo está compuesto por la hoz y el martillo (tradicionales símbolos soviéticos), detrás de los cuales se encuentra la cordillera del Cáucaso, y a ambos lados hay espigas de trigo (del lado izquierdo) y vides (del lado derecho), símbolos de la agricultura. Arriba, se encuentra la estrella roja elevándose sobre el Cáucaso (la cual representa el futuro del pueblo georgiano). Afuera de esto, en el borde exterior color blanco está el lema de la Unión Soviética, «¡Proletarios de todos los países, uníos!» tanto en georgiano (პროლეტარებო ყველა ქვეყნისა, შეერთდით!, romanizado: Proletarebo qvela kveqnisa, sheertdit) como en ruso (Пролетарии всех стран, соединяйтесь!).

## Historia
En opinión de la comisión creada en 1937 bajo el Presídium del Sóviet Supremo de la URSS, era necesario agregar el nombre de la república al escudo de armas de la República Socialista Soviética de Georgia, para introducir una estrella roja de cinco puntas, y representar cítricos y té entre las espigas y las vides. 
El 15 de abril de 1978, el Soviet Supremo de la República Socialista Soviética de Georgia adoptó una nueva Constitución de la República Socialista Soviética de Georgia. El 18 de junio de 1981, en una nueva versión del "Reglamento sobre el emblema estatal de la República Socialista Soviética de Georgia", se añadió la abreviatura "RSSG" al emblema.
La República Socialista Soviética Autónoma de Abjasia y la República Socialista Soviética Autónoma de Ayaria utilizaron variantes de este escudo de armas (en el caso de Abjasia, con el nombre de la República y el lema también en abjasio). Este escudo de armas fue reemplazado por uno nuevo el 11 de diciembre de 1990.

Emblema de la República Socialista Soviética de Georgia (1921-1937)
Escudo de armas de Georgia (en la URSS) (1937-1981)